# Alpuente (kommun)
Alpuente är en kommun i Spanien.   Den ligger i provinsen Província de València och regionen Valencia, i den östra delen av landet, 230 km öster om huvudstaden Madrid. Antalet invånare är 754. Arean är 138 kvadratkilometer. Alpuente gränsar till Aras de los Olmos, Chelva, Titaguas, Torrijas, Tuéjar och La Yesa. 
Terrängen i Alpuente är kuperad.